# Setmana Ciclista Valenciana 2018
La 2e édition de la Semana Ciclista Valenciana a lieu du 22 février au 25 février 2018. La course fait partie du calendrier UCI féminin en catégorie 2.2. Malgré un parcours vallonné, la première étape se conclut par un sprint réduit où Hannah Barnes s'impose. Le lendemain, la victoire se joue de nouveau au sprint avec la victoire de Marta Bastianelli. Sur la troisième étape, Nicole Steigenga s'impose en solitaire. Derrière Marta Bastianelli prend la tête du classement général grâce aux bonifications de sa troisième place. Lors de l'ultime étape, la formation Canyon-SRAM se montre offensive d'entrée, ce qui permet à Hannah Barnes de remporter l'étape et le classement général. Ashleigh Moolman est deuxième du classement général et meilleure grimpeuse. Abby-Mae Parkinson est la meilleure jeune et Belle De Gast la meilleure sprinteuse.

## Équipes
| Équipes féminines professionnelles (19)- Alé Cipollini - Astana Women's - Bepink - Bizkaia-Durango - Canyon-SRAM Racing - Cervélo Bigla - Doltcini-Van Eyck Sport - FDJ-Nouvelle Aquitaine-Futuroscope - Health Mate-Cyclelive Team - Minsk Cycling Club - Movistar Team - Parkhotel Valkenburg-Destil - SC Michela Fanini - Servetto-Stradalli Cycle - Sopela Women's Team - Top Girls Fassa Bortolo - Trek-Drops - Valcar PBM - WNT-Rotor Pro Cycling Équipe nationale- Belgique Équipe féminines amateur (9)- Catema.cat - DN 17 Nouvelle-Aquitaine - DN Biofrais - DN Languedoc Le Boulou - Hyundai Koryo Car - Maaslandster Veris CCN - NCC Group-Kuota-Torelli - Swaboladies.nl - Team Stuttgart |
| |

## Étapes
| Étape     | Date    | Villes étapes                     | type            | Distance (km) | Vainqueur d'étape | Leader du classement général |
| --------- | ------- | --------------------------------- | --------------- | ------------- | ----------------- | ---------------------------- |
| 1re étape | 22 fév. | Rótova – Gandia                   | étape vallonnée | 118           | Hannah Barnes     | Hannah Barnes                |
| 2e étape  | 23 fév. | Castelló de la Plana – Villarreal | étape vallonnée | 115           | Marta Bastianelli | Hannah Barnes                |
| 3e étape  | 24 fév. | Sagonte – Valence                 | étape vallonnée | 137           | Nicole Steigenga  | Marta Bastianelli            |
| 4e étape  | 25 fév. | Benidorm – Benidorm               | étape vallonnée | 118           | Hannah Barnes     | Hannah Barnes                |

## Déroulement de la course

### 1reétape
Durant les quatre-vingt premiers kilomètres de course, le peloton reste groupé. Tanja Erath remporte le premier sprint intermédiaire à Rotova au bout de quarante-trois kilomètres. Au kilomètre soixante-neuf, c'est cette fois Rozanne Slik qui se montre la plus rapide. L'Alto de Barxeta, au kilomètre quatre-vingt-dix est la première difficulté de la journée. Ashleigh Moolman attaque et est suivie de Katarzyna Niewiadoma. Sa pente de trois pour cent ne permet cependant pas de creuser des écarts significatifs. Dans la descente, Pauline Ferrand-Prévot accélère avec Lotta Lepistö, Margarita Victoria García et Shara Gillow. L'Alto de Barx, placé au kilomètre cent-quatre avec six kilomètres et 5,6 % permet de réaliser une nouvelle sélection. Ashleigh Moolman et Katarzyna Niewiadoma attaquent de nouveau. Elles passent au sommet avec presque une minute d'avance sur un groupe de dix poursuivantes. Les deux échappées se font reprendre sous la flamme rouge. Un groupe d'une vingtaine de coureuses se dispute la victoire. Hannah Barnes se montre la plus rapide devant Ashleigh Moolman et Marta Bastianelli,.
| \| Classement de l'étape \| Classement de l'étape \| Classement de l'étape \| Classement de l'étape \| Classement de l'étape \| \| Coureuse \| Coureuse \| Pays \| Équipe \| Temps \| \| --------------------- \| ---------------------- \| --------------------- \| ---------------------------------- \| --------------------- \| \| 1re \| Hannah Barnes \| Royaume-Uni \| Canyon-SRAM Racing \| 3 h 06 min 21 s \| \| 2e \| Ashleigh Moolman \| Afrique du Sud \| Cervélo Bigla \| + 0 s \| \| 3e \| Marta Bastianelli \| Italie \| Alé Cipollini \| + 0 s \| \| 4e \| Alicia González \| Espagne \| Movistar Team \| + 0 s \| \| 5e \| Eugénie Duval \| France \| FDJ-Nouvelle Aquitaine-Futuroscope \| + 0 s \| \| 6e \| Pauline Ferrand-Prévot \| France \| Canyon-SRAM Racing \| + 0 s \| \| 7e \| Katarzyna Niewiadoma \| Pologne \| Canyon-SRAM Racing \| + 0 s \| \| 8e \| Abby-Mae Parkinson \| Royaume-Uni \| Trek-Drops \| + 0 s \| \| 9e \| Cecilie Uttrup Ludwig \| Danemark \| Cervélo Bigla \| + 0 s \| \| 10e \| Tayler Wiles \| États-Unis \| Trek-Drops \| + 3 s \| |                        |                |                                    |                 |
| |                        |                |                                    |                 |
| Source : ProCyclingStats |                        |                |                                    |                 |
| Classement de l'étape |                        |                |                                    |                 |
| Coureuse | Coureuse               | Pays           | Équipe                             | Temps           |
| 1re | Hannah Barnes          | Royaume-Uni    | Canyon-SRAM Racing                 | 3 h 06 min 21 s |
| 2e | Ashleigh Moolman       | Afrique du Sud | Cervélo Bigla                      | + 0 s           |
| 3e | Marta Bastianelli      | Italie         | Alé Cipollini                      | + 0 s           |
| 4e | Alicia González        | Espagne        | Movistar Team                      | + 0 s           |
| 5e | Eugénie Duval          | France         | FDJ-Nouvelle Aquitaine-Futuroscope | + 0 s           |
| 6e | Pauline Ferrand-Prévot | France         | Canyon-SRAM Racing                 | + 0 s           |
| 7e | Katarzyna Niewiadoma   | Pologne        | Canyon-SRAM Racing                 | + 0 s           |
| 8e | Abby-Mae Parkinson     | Royaume-Uni    | Trek-Drops                         | + 0 s           |
| 9e | Cecilie Uttrup Ludwig  | Danemark       | Cervélo Bigla                      | + 0 s           |
| 10e | Tayler Wiles           | États-Unis     | Trek-Drops                         | + 3 s           |

| \| Classement général \| Classement général \| Classement général \| Classement général \| Classement général \| \| Coureuse \| Coureuse \| Pays \| Équipe \| Temps \| \| ------------------ \| ---------------------- \| ------------------ \| ---------------------------------- \| ------------------ \| \| 1re \| Hannah Barnes \| Royaume-Uni \| Canyon-SRAM Racing \| 3 h 06 min 11 s \| \| 2e \| Ashleigh Moolman \| Afrique du Sud \| Cervélo Bigla \| + 4 s \| \| 3e \| Marta Bastianelli \| Italie \| Alé Cipollini \| + 6 s \| \| 4e \| Alicia González \| Espagne \| Movistar Team \| + 10 s \| \| 5e \| Eugénie Duval \| France \| FDJ-Nouvelle Aquitaine-Futuroscope \| + 10 s \| \| 6e \| Pauline Ferrand-Prévot \| France \| Canyon-SRAM Racing \| + 10 s \| \| 7e \| Katarzyna Niewiadoma \| Pologne \| Canyon-SRAM Racing \| + 10 s \| \| 8e \| Abby-Mae Parkinson \| Royaume-Uni \| Trek-Drops \| + 10 s \| \| 9e \| Cecilie Uttrup Ludwig \| Danemark \| Cervélo Bigla \| + 10 s \| \| 10e \| Tayler Wiles \| États-Unis \| Trek-Drops \| + 13 s \| |                        |                |                                    |                 |
| |                        |                |                                    |                 |
| Source : ProCyclingStats |                        |                |                                    |                 |
| Classement général |                        |                |                                    |                 |
| Coureuse | Coureuse               | Pays           | Équipe                             | Temps           |
| 1re | Hannah Barnes          | Royaume-Uni    | Canyon-SRAM Racing                 | 3 h 06 min 11 s |
| 2e | Ashleigh Moolman       | Afrique du Sud | Cervélo Bigla                      | + 4 s           |
| 3e | Marta Bastianelli      | Italie         | Alé Cipollini                      | + 6 s           |
| 4e | Alicia González        | Espagne        | Movistar Team                      | + 10 s          |
| 5e | Eugénie Duval          | France         | FDJ-Nouvelle Aquitaine-Futuroscope | + 10 s          |
| 6e | Pauline Ferrand-Prévot | France         | Canyon-SRAM Racing                 | + 10 s          |
| 7e | Katarzyna Niewiadoma   | Pologne        | Canyon-SRAM Racing                 | + 10 s          |
| 8e | Abby-Mae Parkinson     | Royaume-Uni    | Trek-Drops                         | + 10 s          |
| 9e | Cecilie Uttrup Ludwig  | Danemark       | Cervélo Bigla                      | + 10 s          |
| 10e | Tayler Wiles           | États-Unis     | Trek-Drops                         | + 13 s          |

### 2eétape
Le premier sprint intermédiaire est remporté par Eileen Roe. Un groupe de douze coureuses part ensuite. Il est constitué de : Ann-Sophie Duyck, Jorgensen, Holden, Mayuko Hagiwara, Kelly Druyts, Perini, Grinczer, Riffel, Mavi Garcia, Lourdes Oyarbide, Annabelle Dreville et Nicole Steigenga. Elles sont rejointes plus loin par Élise Maes, Roos Hoogeboom et Raaijmakers. Les favorites profite du Desert de Les Palmes pour revenir sur la tête course. Hannah Barnes n'est cependant pas présente. Nicole Steigenga attaque dans la plaine qui suit. Elle gagne le deuxième sprint intermédiaire par la même occasion. Kathrin Hammes la rejoint plus loin. Le peloton se reforme petit à petit et c'est finalement au sprint que se joue la victoire. Marta Bastianelli est la plus rapide devant Hannah Barnes et Alicia Gonzalez,.
| \| Classement de l'étape \| Classement de l'étape \| Classement de l'étape \| Classement de l'étape \| Classement de l'étape \| \| Coureuse \| Coureuse \| Pays \| Équipe \| Temps \| \| --------------------- \| --------------------- \| --------------------- \| ---------------------------------- \| --------------------- \| \| 1re \| Marta Bastianelli \| Italie \| Alé Cipollini \| 3 h 00 min 35 s \| \| 2e \| Hannah Barnes \| Royaume-Uni \| Canyon-SRAM Racing \| + 0 s \| \| 3e \| Alicia González \| Espagne \| Movistar Team \| + 0 s \| \| 4e \| Eugénie Duval \| France \| FDJ-Nouvelle Aquitaine-Futuroscope \| + 0 s \| \| 5e \| Mavi García \| Espagne \| Movistar Team \| + 0 s \| \| 6e \| Lourdes Oyarbide \| Espagne \| Movistar Team \| + 0 s \| \| 7e \| Sofía Rodríguez \| Espagne \| Sopela Women's Team \| + 0 s \| \| 8e \| Ashleigh Moolman \| Afrique du Sud \| Cervélo Bigla \| + 0 s \| \| 9e \| Alba Teruel \| Espagne \| Movistar Team \| + 0 s \| \| 10e \| Kathrin Schweinberger \| Autriche \| Health Mate-Cyclelive Team \| + 0 s \| |                       |                |                                    |                 |
| |                       |                |                                    |                 |
| Sources : ProCyclingStats Cycling Quotient |                       |                |                                    |                 |
| Classement de l'étape |                       |                |                                    |                 |
| Coureuse | Coureuse              | Pays           | Équipe                             | Temps           |
| 1re | Marta Bastianelli     | Italie         | Alé Cipollini                      | 3 h 00 min 35 s |
| 2e | Hannah Barnes         | Royaume-Uni    | Canyon-SRAM Racing                 | + 0 s           |
| 3e | Alicia González       | Espagne        | Movistar Team                      | + 0 s           |
| 4e | Eugénie Duval         | France         | FDJ-Nouvelle Aquitaine-Futuroscope | + 0 s           |
| 5e | Mavi García           | Espagne        | Movistar Team                      | + 0 s           |
| 6e | Lourdes Oyarbide      | Espagne        | Movistar Team                      | + 0 s           |
| 7e | Sofía Rodríguez       | Espagne        | Sopela Women's Team                | + 0 s           |
| 8e | Ashleigh Moolman      | Afrique du Sud | Cervélo Bigla                      | + 0 s           |
| 9e | Alba Teruel           | Espagne        | Movistar Team                      | + 0 s           |
| 10e | Kathrin Schweinberger | Autriche       | Health Mate-Cyclelive Team         | + 0 s           |

| \| Classement général \| Classement général \| Classement général \| Classement général \| Classement général \| \| Coureuse \| Coureuse \| Pays \| Équipe \| Temps \| \| ------------------ \| ---------------------- \| ------------------ \| ---------------------------------- \| ------------------ \| \| 1re \| Hannah Barnes \| Royaume-Uni \| Canyon-SRAM Racing \| 6 h 06 min 39 s \| \| 2e \| Marta Bastianelli \| Italie \| Alé Cipollini \| + 3 s \| \| 3e \| Ashleigh Moolman \| Afrique du Sud \| Cervélo Bigla \| + 11 s \| \| 4e \| Alicia González \| Espagne \| Movistar Team \| + 13 s \| \| 5e \| Cecilie Uttrup Ludwig \| Danemark \| Cervélo Bigla \| + 16 s \| \| 6e \| Eugénie Duval \| France \| FDJ-Nouvelle Aquitaine-Futuroscope \| + 17 s \| \| 7e \| Pauline Ferrand-Prévot \| France \| Canyon-SRAM Racing \| + 17 s \| \| 8e \| Abby-Mae Parkinson \| Royaume-Uni \| Trek-Drops \| + 17 s \| \| 9e \| Katarzyna Niewiadoma \| Pologne \| Canyon-SRAM Racing \| + 17 s \| \| 10e \| Mavi García \| Espagne \| Movistar Team \| + 18 s \| |                        |                |                                    |                 |
| |                        |                |                                    |                 |
| Sources : ProCyclingStats Cycling Quotient |                        |                |                                    |                 |
| Classement général |                        |                |                                    |                 |
| Coureuse | Coureuse               | Pays           | Équipe                             | Temps           |
| 1re | Hannah Barnes          | Royaume-Uni    | Canyon-SRAM Racing                 | 6 h 06 min 39 s |
| 2e | Marta Bastianelli      | Italie         | Alé Cipollini                      | + 3 s           |
| 3e | Ashleigh Moolman       | Afrique du Sud | Cervélo Bigla                      | + 11 s          |
| 4e | Alicia González        | Espagne        | Movistar Team                      | + 13 s          |
| 5e | Cecilie Uttrup Ludwig  | Danemark       | Cervélo Bigla                      | + 16 s          |
| 6e | Eugénie Duval          | France         | FDJ-Nouvelle Aquitaine-Futuroscope | + 17 s          |
| 7e | Pauline Ferrand-Prévot | France         | Canyon-SRAM Racing                 | + 17 s          |
| 8e | Abby-Mae Parkinson     | Royaume-Uni    | Trek-Drops                         | + 17 s          |
| 9e | Katarzyna Niewiadoma   | Pologne        | Canyon-SRAM Racing                 | + 17 s          |
| 10e | Mavi García            | Espagne        | Movistar Team                      | + 18 s          |

### 3eétape
Belle de Gast gagne le premier sprint intermédiaire à Sagunt au bout de trente-et-un kilomètres devant Eileen Roe. Lotta Lepistö remporte le deuxième sprint au kilomètre soixante-trois. Lisa Morzenti en profite pour s'échapper. Elle a une avance atteignant une minute trente mais est reprise au pied de l'Oronet, ascension longue de plus de cinq kilomètres. Les formations Cervélo-Bigla et Canyon-SRAM impriment le rythme durant la montée. Ashleigh Moolman renforce son maillot à pois en passant en tête au sommet. Le peloton compte alors encore une cinquantaine de coureuses. Un regroupement général s'opère dans la plaine. Nicole Steigenda attaque seule. Elle s'impose finalement en solitaire. Derrière, Lotta Lepistö est la plus rapide du peloton devant Marta Bastianelli qui s'empare de la tête du classement général,.
| \| Classement de l'étape \| Classement de l'étape \| Classement de l'étape \| Classement de l'étape \| Classement de l'étape \| \| Coureuse \| Coureuse \| Pays \| Équipe \| Temps \| \| --------------------- \| ----------------------- \| --------------------- \| --------------------- \| --------------------- \| \| 1re \| Nicole Steigenga \| Pays-Bas \| Swaboladies.nl \| 3 h 33 min 11 s \| \| 2e \| Lotta Lepistö \| Finlande \| Cervélo Bigla \| + 8 s \| \| 3e \| Marta Bastianelli \| Italie \| Alé Cipollini \| + 8 s \| \| 4e \| Chiara Consonni \| Italie \| Valcar PBM \| + 8 s \| \| 5e \| Maria Vittoria Sperotto \| Italie \| Bepink \| + 8 s \| \| 6e \| Hannah Barnes \| Royaume-Uni \| Canyon-SRAM Racing \| + 8 s \| \| 7e \| Sofia Bertizzolo \| Italie \| Astana Women's Team \| + 8 s \| \| 8e \| Ashleigh Moolman \| Afrique du Sud \| Cervélo Bigla \| + 8 s \| \| 9e \| Alicia González \| Espagne \| Movistar Team \| + 8 s \| \| 10e \| Maria Martins \| Portugal \| Sopela Women's Team \| + 8 s \| |                         |                |                     |                 |
| |                         |                |                     |                 |
| Source : ProCyclingStats |                         |                |                     |                 |
| Classement de l'étape |                         |                |                     |                 |
| Coureuse | Coureuse                | Pays           | Équipe              | Temps           |
| 1re | Nicole Steigenga        | Pays-Bas       | Swaboladies.nl      | 3 h 33 min 11 s |
| 2e | Lotta Lepistö           | Finlande       | Cervélo Bigla       | + 8 s           |
| 3e | Marta Bastianelli       | Italie         | Alé Cipollini       | + 8 s           |
| 4e | Chiara Consonni         | Italie         | Valcar PBM          | + 8 s           |
| 5e | Maria Vittoria Sperotto | Italie         | Bepink              | + 8 s           |
| 6e | Hannah Barnes           | Royaume-Uni    | Canyon-SRAM Racing  | + 8 s           |
| 7e | Sofia Bertizzolo        | Italie         | Astana Women's Team | + 8 s           |
| 8e | Ashleigh Moolman        | Afrique du Sud | Cervélo Bigla       | + 8 s           |
| 9e | Alicia González         | Espagne        | Movistar Team       | + 8 s           |
| 10e | Maria Martins           | Portugal       | Sopela Women's Team | + 8 s           |

| \| Classement général \| Classement général \| Classement général \| Classement général \| Classement général \| \| Coureuse \| Coureuse \| Pays \| Équipe \| Temps \| \| ------------------ \| ---------------------- \| ------------------ \| ---------------------------------- \| ------------------ \| \| 1re \| Marta Bastianelli \| Italie \| Alé Cipollini \| 9 h 39 min 57 s \| \| 2e \| Hannah Barnes \| Royaume-Uni \| Canyon-SRAM Racing \| + 1 s \| \| 3e \| Ashleigh Moolman \| Afrique du Sud \| Cervélo Bigla \| + 12 s \| \| 4e \| Alicia González \| Espagne \| Movistar Team \| + 14 s \| \| 5e \| Cecilie Uttrup Ludwig \| Danemark \| Cervélo Bigla \| + 17 s \| \| 6e \| Eugénie Duval \| France \| FDJ-Nouvelle Aquitaine-Futuroscope \| + 18 s \| \| 7e \| Abby-Mae Parkinson \| Royaume-Uni \| Trek-Drops \| + 18 s \| \| 8e \| Pauline Ferrand-Prévot \| France \| Canyon-SRAM Racing \| + 18 s \| \| 9e \| Katarzyna Niewiadoma \| Pologne \| Canyon-SRAM Racing \| + 18 s \| \| 10e \| Mavi García \| Espagne \| Movistar Team \| + 19 s \| |                        |                |                                    |                 |
| |                        |                |                                    |                 |
| Source : ProCyclingStats |                        |                |                                    |                 |
| Classement général |                        |                |                                    |                 |
| Coureuse | Coureuse               | Pays           | Équipe                             | Temps           |
| 1re | Marta Bastianelli      | Italie         | Alé Cipollini                      | 9 h 39 min 57 s |
| 2e | Hannah Barnes          | Royaume-Uni    | Canyon-SRAM Racing                 | + 1 s           |
| 3e | Ashleigh Moolman       | Afrique du Sud | Cervélo Bigla                      | + 12 s          |
| 4e | Alicia González        | Espagne        | Movistar Team                      | + 14 s          |
| 5e | Cecilie Uttrup Ludwig  | Danemark       | Cervélo Bigla                      | + 17 s          |
| 6e | Eugénie Duval          | France         | FDJ-Nouvelle Aquitaine-Futuroscope | + 18 s          |
| 7e | Abby-Mae Parkinson     | Royaume-Uni    | Trek-Drops                         | + 18 s          |
| 8e | Pauline Ferrand-Prévot | France         | Canyon-SRAM Racing                 | + 18 s          |
| 9e | Katarzyna Niewiadoma   | Pologne        | Canyon-SRAM Racing                 | + 18 s          |
| 10e | Mavi García            | Espagne        | Movistar Team                      | + 19 s          |

### 4eétape
La première ascension du Puerto Finestrat avec sept kilomètres et une pente moyenne de 4,7 %, située au bout de neuf kilomètres provoque les premiers mouvements de course. Neuf coureuses s'échappent. Il s'agit de : Cecilie Uttrup Ludwig,  Ashleigh Moolman, Hannah Barnes, Katarzyna Niewiadoma, Pauline Ferrand-Prévot, Margarita Victoria García, Alicia Gonzalez, Shara Gillow et Eugénie Duval. La leader Marta Bastianelli est absente. Hannah Barnes passe en tête au premier sprint intermédiaire. Grâce aux trois secondes de bonifications, elle reprend virtuellement la tête du classement général. Le peloton a alors une minute quarante de retard. Au deuxième sprint intermédiaire, Hannah Barnes passe de nouveau en tête et accroît son avance. Dans la dernière montée du Finestrat, les équipes Cervélo-Bigla et Movistar impriment un rythme élevé qui lâche Alicia Gonzalez, Pauline Ferrand-Prévot et Eugénie Duval. Elles reviennent néanmoins par la suite. Le peloton a une minute trente de retard à vingt kilomètres de la ligne, mais ne revient jamais sur les échappées. Hannah Barnes remporte l'étape au sprint devant Ashleigh Moolman et Alicia Gonzalez. La Britannique remporte donc le classement général de l'épreuve.
| \| Classement de l'étape \| Classement de l'étape \| Classement de l'étape \| Classement de l'étape \| Classement de l'étape \| \| Coureuse \| Coureuse \| Pays \| Équipe \| Temps \| \| --------------------- \| ---------------------- \| --------------------- \| ---------------------------------- \| --------------------- \| \| 1re \| Hannah Barnes \| Royaume-Uni \| Canyon-SRAM Racing \| 3 h 07 min 29 s \| \| 2e \| Ashleigh Moolman \| Afrique du Sud \| Cervélo Bigla \| + 0 s \| \| 3e \| Alicia González \| Espagne \| Movistar Team \| + 0 s \| \| 4e \| Shara Gillow \| Australie \| FDJ-Nouvelle Aquitaine-Futuroscope \| + 0 s \| \| 5e \| Mavi García \| Espagne \| Movistar Team \| + 0 s \| \| 6e \| Eugénie Duval \| France \| FDJ-Nouvelle Aquitaine-Futuroscope \| + 0 s \| \| 7e \| Cecilie Uttrup Ludwig \| Danemark \| Cervélo Bigla \| + 0 s \| \| 8e \| Pauline Ferrand-Prévot \| France \| Canyon-SRAM Racing \| + 3 s \| \| 9e \| Katarzyna Niewiadoma \| Pologne \| Canyon-SRAM Racing \| + 3 s \| \| 10e \| Marta Bastianelli \| Italie \| Alé Cipollini \| + 2 min 39 s \| |                        |                |                                    |                 |
| |                        |                |                                    |                 |
| Source : ProCyclingStats |                        |                |                                    |                 |
| Classement de l'étape |                        |                |                                    |                 |
| Coureuse | Coureuse               | Pays           | Équipe                             | Temps           |
| 1re | Hannah Barnes          | Royaume-Uni    | Canyon-SRAM Racing                 | 3 h 07 min 29 s |
| 2e | Ashleigh Moolman       | Afrique du Sud | Cervélo Bigla                      | + 0 s           |
| 3e | Alicia González        | Espagne        | Movistar Team                      | + 0 s           |
| 4e | Shara Gillow           | Australie      | FDJ-Nouvelle Aquitaine-Futuroscope | + 0 s           |
| 5e | Mavi García            | Espagne        | Movistar Team                      | + 0 s           |
| 6e | Eugénie Duval          | France         | FDJ-Nouvelle Aquitaine-Futuroscope | + 0 s           |
| 7e | Cecilie Uttrup Ludwig  | Danemark       | Cervélo Bigla                      | + 0 s           |
| 8e | Pauline Ferrand-Prévot | France         | Canyon-SRAM Racing                 | + 3 s           |
| 9e | Katarzyna Niewiadoma   | Pologne        | Canyon-SRAM Racing                 | + 3 s           |
| 10e | Marta Bastianelli      | Italie         | Alé Cipollini                      | + 2 min 39 s    |

## Classements finals

### Classement général final
| \| Classement général \| Classement général \| Classement général \| Classement général \| Classement général \| \| Coureuse \| Coureuse \| Pays \| Équipe \| Temps \| \| ------------------ \| ---------------------- \| ------------------ \| ---------------------------------- \| ------------------ \| \| 1re \| Hannah Barnes \| Royaume-Uni \| Canyon-SRAM Racing \| 12 h 47 min 11 s \| \| 2e \| Ashleigh Moolman \| Afrique du Sud \| Cervélo Bigla \| + 17 s \| \| 3e \| Alicia González \| Espagne \| Movistar Team \| + 25 s \| \| 4e \| Cecilie Uttrup Ludwig \| Danemark \| Cervélo Bigla \| + 32 s \| \| 5e \| Eugénie Duval \| France \| FDJ-Nouvelle Aquitaine-Futuroscope \| + 33 s \| \| 6e \| Mavi García \| Espagne \| Movistar Team \| + 34 s \| \| 7e \| Katarzyna Niewiadoma \| Pologne \| Canyon-SRAM Racing \| + 34 s \| \| 8e \| Shara Gillow \| Australie \| FDJ-Nouvelle Aquitaine-Futuroscope \| + 36 s \| \| 9e \| Pauline Ferrand-Prévot \| France \| Canyon-SRAM Racing \| + 36 s \| \| 10e \| Marta Bastianelli \| Italie \| Alé Cipollini \| + 2 min 54 s \| |                        |                |                                    |                  |
| |                        |                |                                    |                  |
| Source : ProCyclingStats |                        |                |                                    |                  |
| Classement général |                        |                |                                    |                  |
| Coureuse | Coureuse               | Pays           | Équipe                             | Temps            |
| 1re | Hannah Barnes          | Royaume-Uni    | Canyon-SRAM Racing                 | 12 h 47 min 11 s |
| 2e | Ashleigh Moolman       | Afrique du Sud | Cervélo Bigla                      | + 17 s           |
| 3e | Alicia González        | Espagne        | Movistar Team                      | + 25 s           |
| 4e | Cecilie Uttrup Ludwig  | Danemark       | Cervélo Bigla                      | + 32 s           |
| 5e | Eugénie Duval          | France         | FDJ-Nouvelle Aquitaine-Futuroscope | + 33 s           |
| 6e | Mavi García            | Espagne        | Movistar Team                      | + 34 s           |
| 7e | Katarzyna Niewiadoma   | Pologne        | Canyon-SRAM Racing                 | + 34 s           |
| 8e | Shara Gillow           | Australie      | FDJ-Nouvelle Aquitaine-Futuroscope | + 36 s           |
| 9e | Pauline Ferrand-Prévot | France         | Canyon-SRAM Racing                 | + 36 s           |
| 10e | Marta Bastianelli      | Italie         | Alé Cipollini                      | + 2 min 54 s     |

### Points UCI
| Position           | 1er | 2e | 3e | 4e | 5e | 6e | 7e | 8e à 10e |
| Classement général | 40  | 30 | 25 | 20 | 15 | 10 | 5  | 3        |
| Par étape          | 8   | 5  | 3  | 1  |    |    |    |          |
| Leader, par étape  | 1   |    |    |    |    |    |    |          |

### Classements annexes
| Classement des sprints | Classement des sprints | Classement des sprints | Classement des sprints             | Classement des sprints |
| Coureuse               | Coureuse               | Pays                   | Équipe                             | Points                 |
| ---------------------- | ---------------------- | ---------------------- | ---------------------------------- | ---------------------- |
| 1re                    | Belle De Gast          | Pays-Bas               | Parkhotel Valkenburg               | 16 pts                 |
| 2e                     | Hannah Barnes          | Royaume-Uni            | Canyon-SRAM Racing                 | 11 pts                 |
| 3e                     | Eileen Roe             | Royaume-Uni            | WNT-Rotor Pro Cycling              | 8 pts                  |
| 4e                     | Ashleigh Moolman       | Afrique du Sud         | Cervélo Bigla                      | 6 pts                  |
| 5e                     | Nicole Steigenga       | Pays-Bas               | Swaboladies.nl                     | 5 pts                  |
| 6e                     | Lotta Lepistö          | Finlande               | Cervélo Bigla                      | 5 pts                  |
| 7e                     | Mavi García            | Espagne                | Movistar Team                      | 3 pts                  |
| 8e                     | Chiara Consonni        | Italie                 | Valcar PBM                         | 3 pts                  |
| 9e                     | Katarzyna Niewiadoma   | Pologne                | Canyon-SRAM Racing                 | 2 pts                  |
| 10e                    | Rozanne Slik           | Pays-Bas               | FDJ-Nouvelle Aquitaine-Futuroscope | 2 pts                  |

| Classement des sprints | Classement des sprints | Classement des sprints | Classement des sprints             | Classement des sprints |
| Coureuse               | Coureuse               | Pays                   | Équipe                             | Points                 |
| ---------------------- | ---------------------- | ---------------------- | ---------------------------------- | ---------------------- |
| 1re                    | Belle De Gast          | Pays-Bas               | Parkhotel Valkenburg               | 16 pts                 |
| 2e                     | Hannah Barnes          | Royaume-Uni            | Canyon-SRAM Racing                 | 11 pts                 |
| 3e                     | Eileen Roe             | Royaume-Uni            | WNT-Rotor Pro Cycling              | 8 pts                  |
| 4e                     | Ashleigh Moolman       | Afrique du Sud         | Cervélo Bigla                      | 6 pts                  |
| 5e                     | Nicole Steigenga       | Pays-Bas               | Swaboladies.nl                     | 5 pts                  |
| 6e                     | Lotta Lepistö          | Finlande               | Cervélo Bigla                      | 5 pts                  |
| 7e                     | Mavi García            | Espagne                | Movistar Team                      | 3 pts                  |
| 8e                     | Chiara Consonni        | Italie                 | Valcar PBM                         | 3 pts                  |
| 9e                     | Katarzyna Niewiadoma   | Pologne                | Canyon-SRAM Racing                 | 2 pts                  |
| 10e                    | Rozanne Slik           | Pays-Bas               | FDJ-Nouvelle Aquitaine-Futuroscope | 2 pts                  |

| Classement du meilleur jeune | Classement du meilleur jeune | Classement du meilleur jeune | Classement du meilleur jeune       | Classement du meilleur jeune |
| Coureuse                     | Coureuse                     | Pays                         | Équipe                             | Temps                        |
| ---------------------------- | ---------------------------- | ---------------------------- | ---------------------------------- | ---------------------------- |
| 1re                          | Abby-Mae Parkinson           | Royaume-Uni                  | Trek-Drops                         | 12 h 50 min 23 s             |
| 2e                           | Aafke Soet                   | Pays-Bas                     | WNT-Rotor Pro Cycling              | + 3 s                        |
| 3e                           | Sofia Bertizzolo             | Italie                       | Astana Women's Team                | + 1 min 30 s                 |
| 4e                           | Évita Muzic                  | France                       | FDJ-Nouvelle Aquitaine-Futuroscope | + 2 min 37 s                 |
| 5e                           | Victorie Guilman             | France                       | FDJ-Nouvelle Aquitaine-Futuroscope | + 2 min 37 s                 |
| 6e                           | Lisa Morzenti                | Italie                       | Bepink                             | + 7 min 21 s                 |
| 7e                           | Cristina Martínez            | Espagne                      | Bizkaia-Durango                    | + 10 min 42 s                |
| 8e                           | Nicole Steigenga             | Pays-Bas                     | Swaboladies.nl                     | + 11 min 12 s                |
| 9e                           | Beatrice Rossato             | Italie                       | Top Girls Fassa Bortolo            | + 11 min 16 s                |
| 10e                          | Kathrin Schweinberger        | Autriche                     | Health Mate-Cyclelive Team         | + 11 min 31 s                |

| Classement du meilleur jeune | Classement du meilleur jeune | Classement du meilleur jeune | Classement du meilleur jeune       | Classement du meilleur jeune |
| Coureuse                     | Coureuse                     | Pays                         | Équipe                             | Temps                        |
| ---------------------------- | ---------------------------- | ---------------------------- | ---------------------------------- | ---------------------------- |
| 1re                          | Abby-Mae Parkinson           | Royaume-Uni                  | Trek-Drops                         | 12 h 50 min 23 s             |
| 2e                           | Aafke Soet                   | Pays-Bas                     | WNT-Rotor Pro Cycling              | + 3 s                        |
| 3e                           | Sofia Bertizzolo             | Italie                       | Astana Women's Team                | + 1 min 30 s                 |
| 4e                           | Évita Muzic                  | France                       | FDJ-Nouvelle Aquitaine-Futuroscope | + 2 min 37 s                 |
| 5e                           | Victorie Guilman             | France                       | FDJ-Nouvelle Aquitaine-Futuroscope | + 2 min 37 s                 |
| 6e                           | Lisa Morzenti                | Italie                       | Bepink                             | + 7 min 21 s                 |
| 7e                           | Cristina Martínez            | Espagne                      | Bizkaia-Durango                    | + 10 min 42 s                |
| 8e                           | Nicole Steigenga             | Pays-Bas                     | Swaboladies.nl                     | + 11 min 12 s                |
| 9e                           | Beatrice Rossato             | Italie                       | Top Girls Fassa Bortolo            | + 11 min 16 s                |
| 10e                          | Kathrin Schweinberger        | Autriche                     | Health Mate-Cyclelive Team         | + 11 min 31 s                |

| Classement de la montagne | Classement de la montagne | Classement de la montagne | Classement de la montagne | Classement de la montagne |
| Coureuse                  | Coureuse                  | Pays                      | Équipe                    | Points                    |
| ------------------------- | ------------------------- | ------------------------- | ------------------------- | ------------------------- |
| 1re                       | Ashleigh Moolman          | Afrique du Sud            | Cervélo Bigla             | 33 pts                    |
| 2e                        | Katarzyna Niewiadoma      | Pologne                   | Canyon-SRAM Racing        | 22 pts                    |
| 3e                        | Cecilie Uttrup Ludwig     | Danemark                  | Cervélo Bigla             | 12 pts                    |
| 4e                        | Mavi García               | Espagne                   | Movistar Team             | 4 pts                     |
| 5e                        | Hannah Barnes             | Royaume-Uni               | Canyon-SRAM Racing        | 2 pts                     |
| 6e                        | Tayler Wiles              | États-Unis                | Trek-Drops                | 2 pts                     |
| 7e                        | Sofia Bertizzolo          | Italie                    | Astana Women's Team       | 1 pt                      |

| Classement de la montagne | Classement de la montagne | Classement de la montagne | Classement de la montagne | Classement de la montagne |
| Coureuse                  | Coureuse                  | Pays                      | Équipe                    | Points                    |
| ------------------------- | ------------------------- | ------------------------- | ------------------------- | ------------------------- |
| 1re                       | Ashleigh Moolman          | Afrique du Sud            | Cervélo Bigla             | 33 pts                    |
| 2e                        | Katarzyna Niewiadoma      | Pologne                   | Canyon-SRAM Racing        | 22 pts                    |
| 3e                        | Cecilie Uttrup Ludwig     | Danemark                  | Cervélo Bigla             | 12 pts                    |
| 4e                        | Mavi García               | Espagne                   | Movistar Team             | 4 pts                     |
| 5e                        | Hannah Barnes             | Royaume-Uni               | Canyon-SRAM Racing        | 2 pts                     |
| 6e                        | Tayler Wiles              | États-Unis                | Trek-Drops                | 2 pts                     |
| 7e                        | Sofia Bertizzolo          | Italie                    | Astana Women's Team       | 1 pt                      |